# Roon Staal
Roon Staal (6 maart 1980, Hoorn) is een Nederlandse singer-songwriter en musicalacteur.

## Biografie

### Muziekcarrière
Staal speelde in 1991 en 1992 op jonge leeftijd de rol van Gavroche in Les Miserables van Joop van den Ende. Daarnaast deed hij als kind mee aan verschillende televisieproducties van Van den Ende waarin hij o.a. duetten zong met Ruth Jacott en John Kraaijkamp sn..
In 2001 bracht Staal een cd-single uit van het nummer Help me through the night, dat geschreven werd door Ede Staal, een oom van Roon Staal. Het nummer werd veelvuldig gedraaid en groeide uit tot een vaste plaat op Radio Noord. Voor Art Garfunkel verzorgde hij de opening-act dat jaar in Helsinki. In 2002 speelde Staal de titelrol van Tommy in een productie van het Koninklijke Luchtmacht-orkest, met onder anderen Laura Vlasblom en Bert Heerink. In 2006 speelde hij, naast Henk Poort in de rol van Rembrandt van Rijn, de rol van Titus in Rembrandt.
In 2010 bracht Staal zijn eerste album uit, The Journey. De nummers werden opgenomen in de Jersey Rock Studios van Britse singer-songwriter Gilbert O'Sullivan. Het album is een combinatie van Engelstalige en Nederlandstalige nummers. In 2011 bracht Staal zijn tweede album uit, The Vladivostok Concert, een liveregistratie van zijn concert op 24 september in de Russisch-Aziatische stad Vladivostok.
Vanaf september 2010 tot en met juli 2011 was Staal, samen met onder anderen Chantal Janzen, Freek Bartels en Hajo Bruins, te zien in de musical Petticoat als singer-songwriter Peter Koot. Staal werd hiervoor genomineerd voor een prijs in de categorie beste mannelijke bijrol grote musical.
In 2012 bracht hij een tweede studioalbum uit, In The Silence of Light dat als een vervolg gezien kan worden op zijn eerste album, samen de tweeluik The Journey In The Silence of Light
In oktober 2013 maakte Staal een toer van 7 optredens door Noord Nederland (Noord Nederland Tour - NNT) met violiste Alina Deka en gitarist Aleksei Velanskii uit Vladivostok. De toer is opgezet als een jaarlijks te herhalen tour en werd in 2014 uitgebreid met optredens in Friesland, Drenthe en Noord-Holland samen met crooner Hans Bootsman. In 2015 presenteerde hij tijdens de derde NNT zijn album In The Hearts Of The World en in 2016 gaf Staal een speciale LP/CD/Lyricbook package uit onder de titel Meditations of a Singer-Songwriter.
In 2017 werd het album Promise in 2017 direct gevolgd door The Christmas Album en inmiddels tourt Staal 5 keer per jaar met de Winter Tour in februari, de Lente Tour in april, de Zomer Tour in juli, de Herfst Tour in oktober en de Kerst Tour in december.
Zijn meest recente releases zijn de albums Peace, A Priori en Dreamland. Vanaf 2018 geeft Roon Staal optredens in Japan.  
Roon Staal ontving enkele goede kritieken op zijn album releases van bekende muzikanten.

### Maatschappelijke carrière
Roon Staal studeerde wijsbegeerte aan de Universiteit van Amsterdam en behaalde in 2009 zijn bachelor-diploma. In 2004 startte hij het Voetbal Talenten Toernooi (VTT) voor kinderen op. Inmiddels is het toernooi het grootste jeugdvoetbal toernooi in Nederland en bekend als NK Jeugdvoetbal. Een van de kernwaarden van het toernooi sinds 2004 is de gezonde voetbalkantine.

## Discografie

### Cd-singles
- Help Me Through The Night (2001)
- A Million Eyes (2002)
- She's Gone (2005)
- Hjelp Meg Nå I Natt (2024)
- Nog Elke Dag (2024)

### EP
- A Melody (2000)

### Albums
- The Journey (2010)
- The Vladivostok Concert (2011)
- In The Silence Of Light (2012)
- The Vladivostok Concert II (2013)
- Stardust (2014)
- In The Hearts Of The World (2015)
- Promise (2017)
- The Christmas Album (2017)
- In Concert, Sint Jacobi Recordings (2018)
- Peace (2019)
- The Christmas Album II (2020)
- In The Silence Of Light Remix (2021)
- A Priori (2021)
- Everybody's Talking (2022)
- Dreamland (2022)

### Dvd's
- The Journey Live Dvd (2011)

### Lp/Cd/Lyricbook-package
- Meditations of a Singer-Songwriter disc 1-3 (2016)
- Meditations of a Singer-Songwriter disc 4 (2023)

## Theaterwerk
- Les Miserables - Gavroche (1991-1992)
- Tommy - Tommy (2002)
- Rembrandt - Titus (2006)
- Petticoat - Peter Koot (2010-2011) - nominatie voor musical award beste mannelijke bijrol grote musical